# Ixelles
Ixelles (em francês) ou Elsene (em neerlandês) é uma das 19 comunas bilíngues que compõem a Região de Bruxelas-Capital, na Bélgica. 
É considerada, com Saint-Gilles, como a comuna bruxelense dos estudantes, dos artistas e dos intelectuais.
No começo de 2008, Ixelles contava com 80836 habitantes. Situada na primeira cintura de comunas que envolvem a comuna de Bruxelas, tem uma superfície de 6,34 km².

## História

### Origens medievais

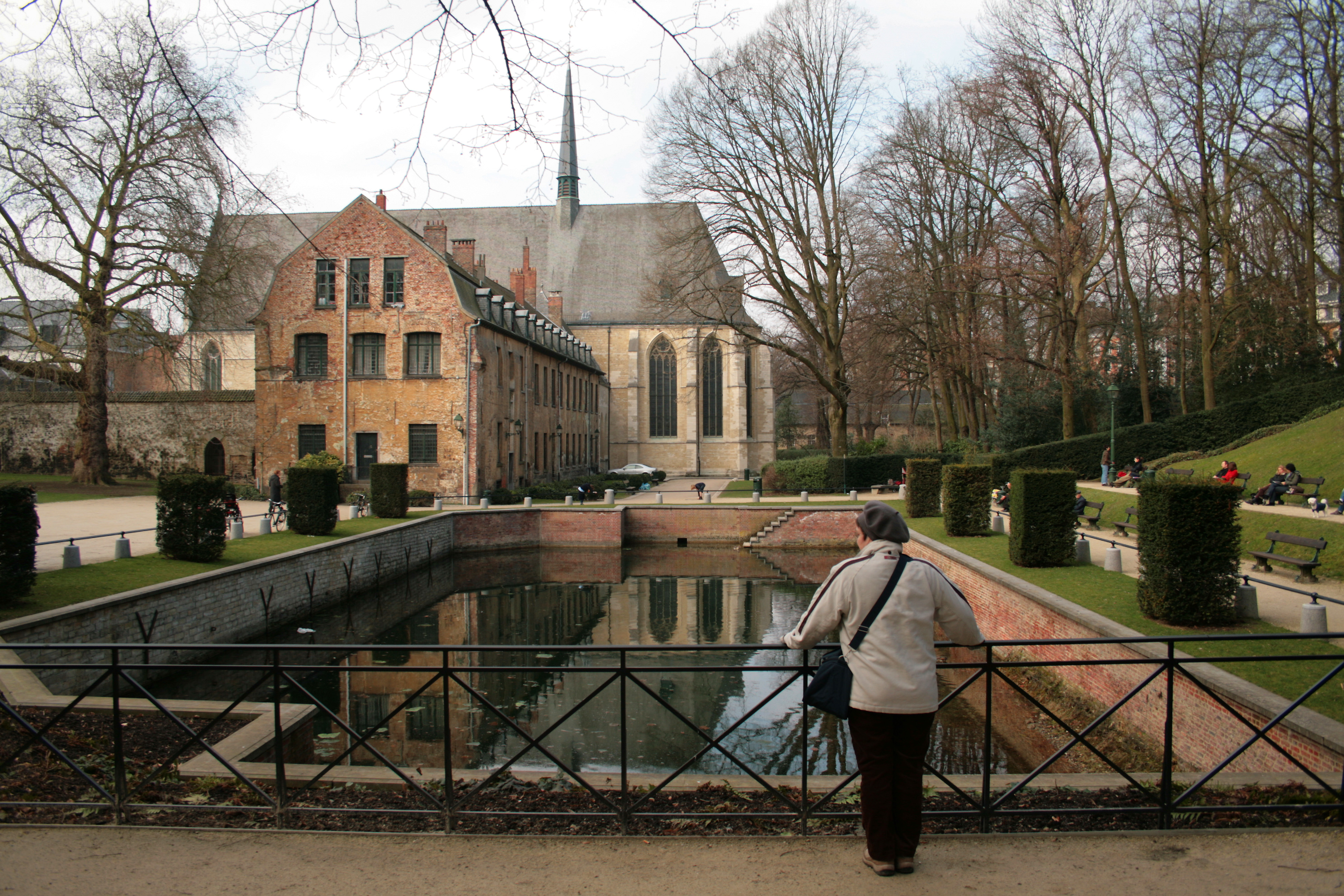
Igreja da Abadia de la Cambre

As origens de Ixelles remontam à fundação da Abadia de la Cambre por um monge beneditino em 1196. Esta abadia estava localizada perto da nascente do ribeiro de Maelbeek, no bosque de Soignes, do qual ainda resta a parte conhecida hoje como Bois de la Cambre. Foi consagrada pelo Bispo de Cambrai e ganhou grande fama desde que São Bonifácio de Bruxelas, depois de ter sido Bispo de Lausanne, a escolheu, em 1242, para aí passar os seus últimos anos de vida.
Por volta de 1300, durante o reinado de João II de Brabante, construiu-se um albergue para fornecer refeições aos trabalhadores do bosque. Em pouco tempo desenvolveu-se à sua volta uma pequena aldeia e algumas capelas, incluindo a Igreja da Santa Cruz, dedicada ao Bispo de Cambrai, em 1459. Os vários lagos, ainda existentes, forneciam peixe à abadia e aldeias vizinhas. Naquela época, parte de Ixelles estava sujeita a Bruxelas e outra pertencia ao senhor local.

### Domínio Habsburgo
Em 1478, as guerras entre Luís XI de França e Maximiliano I de Habsburgo trouxeram a devastação à abadia e aos arredores. Em 1585 os espanhóis incendiaram a maioria dos edifícios da zona para evitar que que servissem de abrigo aos calvinistas. A abadia foi restaurada a tempo para a “Joyeuse Entrée” dos arquiduques Alberto de Áustria e Isabel de Habsburgo, em 1599. Ao longo do século XVI foram sendo construídos solares e castelos em Ixelles, transformando gradualmente a pequena aldeia numa florescente povoação. A pureza das águas dos lagos atraíram várias fábricas de cerveja para o local, algumas das quais perduraram até à actualidade.

### Comuna autónoma
Em 1795, como muitas das outras povoações dos arredores de Bruxelas, Ixelles foi proclamada comuna autónoma pelo regime francês no período da Revolução. Os monges foram expulsos da abadia, que foi sucessivamente utilizada como fábrica de algodão, quinta, escola militar, hospital e, finalmente, tornou-se na actual escola de Arquitectura. Muitas das portas da muralha medieval de Bruxelas, ao longo da actual via circular interna, foram demolidas e mais ruas foram abertas, para acomodar a crescente população nos subúrbios da cidade. A população de Ixelles cresceu de 677 habitantes em 1813 para mais de 58.000 em 1900.
No fim do século XIX, alguns dos lagos foram drenados e foi construída a nova Igreja da Santa Cruz (Sainte Croix em francês ou Heilige Kruis em neerlandês). Em 1884 apareceram os primeiros transportes públicos urbanos e em 1919 a primeira sala de cinema. Ixelles e a Avenue Louise tornaram-se numa das zonas mais chiques de  Bruxelas, atraindo artistas e celebridades, cenário pioneiro de novas tendências arquitectónicas como a as Art Nouveau e a Art Deco.

## Geografia

### Território
Ixelles tem a particularidade de ser a única comuna da região que não tem um território contínuo, por ser interrompido pela avenida Louise, pertencente à comuna de Bruxelas-cidade, que a divide em duas partes. Em 1860 foi criado o parque público do Bois de la Cambre e em 1864, depois de muitas negociações, foi construída a Avenue Louise, que atravessa Ixelles, para ligar o centro de Bruxelas ao grande espaço verde a sul da capital.
Tem como limítrofes as comunas de Bruxelas-cidade, Etterbeek, Forest, Auderghem, Uccle, Saint-Gilles e Watermael-Boitsfort.
Apesar de ser uma das maiores comunas de Bruxelas, o coração de Ixelles continua a ser uma zona sossegada com lagos e espaços arborizados.

### Bairros

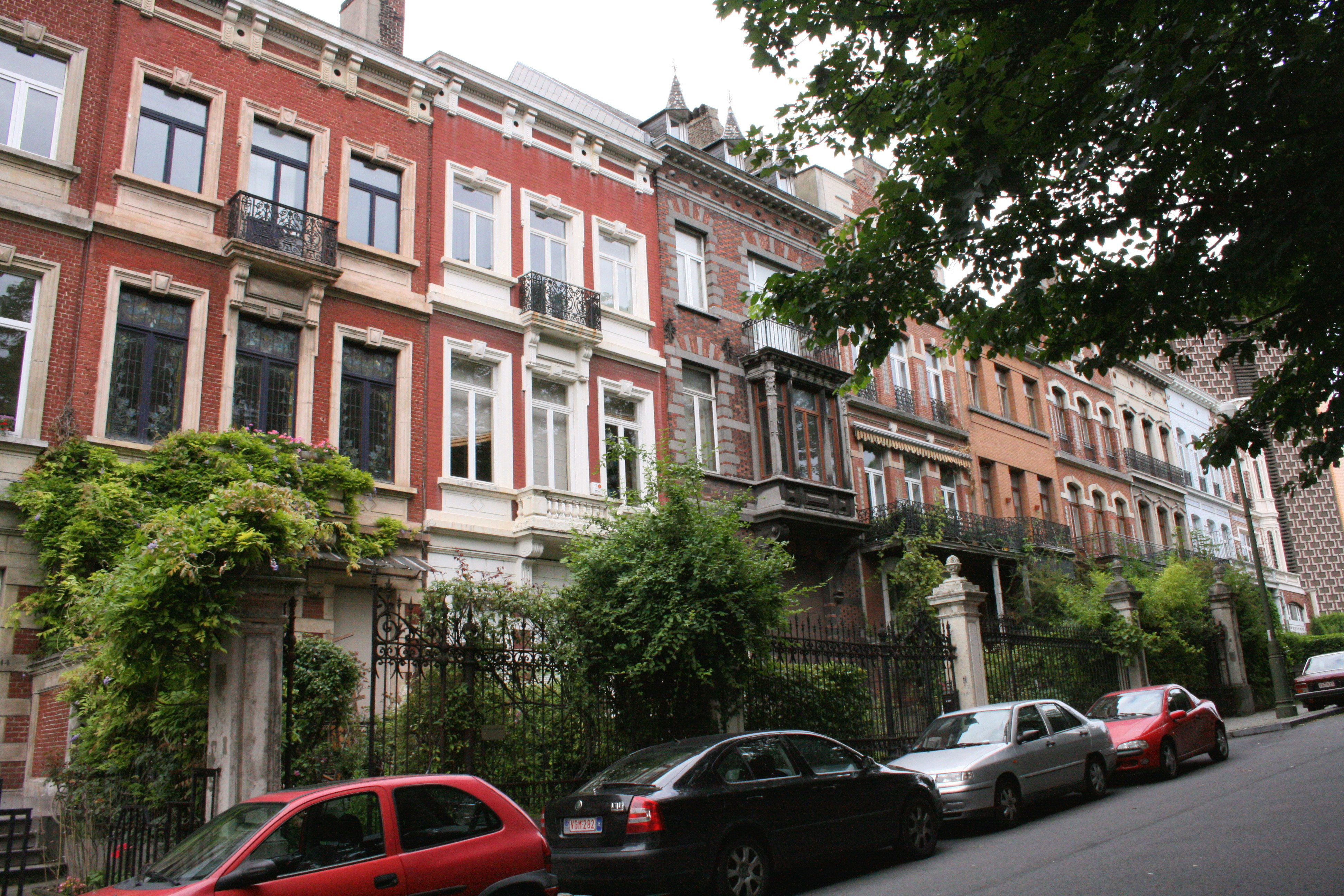
Uma rua residencial em Ixelles

Ixelles reúne um conjunto de bairros com características muito diferentes:
- O bairro da Porte de Namur et da Toison d'Or, zona muito comercial de luxo, que pode ser considerada como o segundo centro de Bruxelas.
- O bairro Matongué, que deve o seu nome à sua numerosa comunidade originária da República Democrática do Congo, antigo Congo Belga.[1] Este bairro tem evoluído para uma maior diversidade cultural com uma forte presença de imigrantes asiáticos.
- O bairro Saint-Boniface, lugar da moda, repleto de restaurantes e bares.
- O bairro Flagey, muito aprazível, onde se encontram os lagos de Ixelles, a antiga casa da rádio transformada num dinâmico centro cultural e a escola de arquitectura de la Cambre. Este bairro tem uma forte presença de portugueses, marroquinos e franceses.
- O bairro Fernand Cocq, em redor da praça do mesmo nome, bairro popular com tendência bobo.
- O bairro Chatelain-Bailli, bairro selecto, com artesanato, livrarias, mercearias biológicas, restaurantes chiques...
- O Quartier Latin, bairro da Universidade Livre de Bruxelas, com um ambiente estudantil e numerosos bares.

## Lugares de destaque

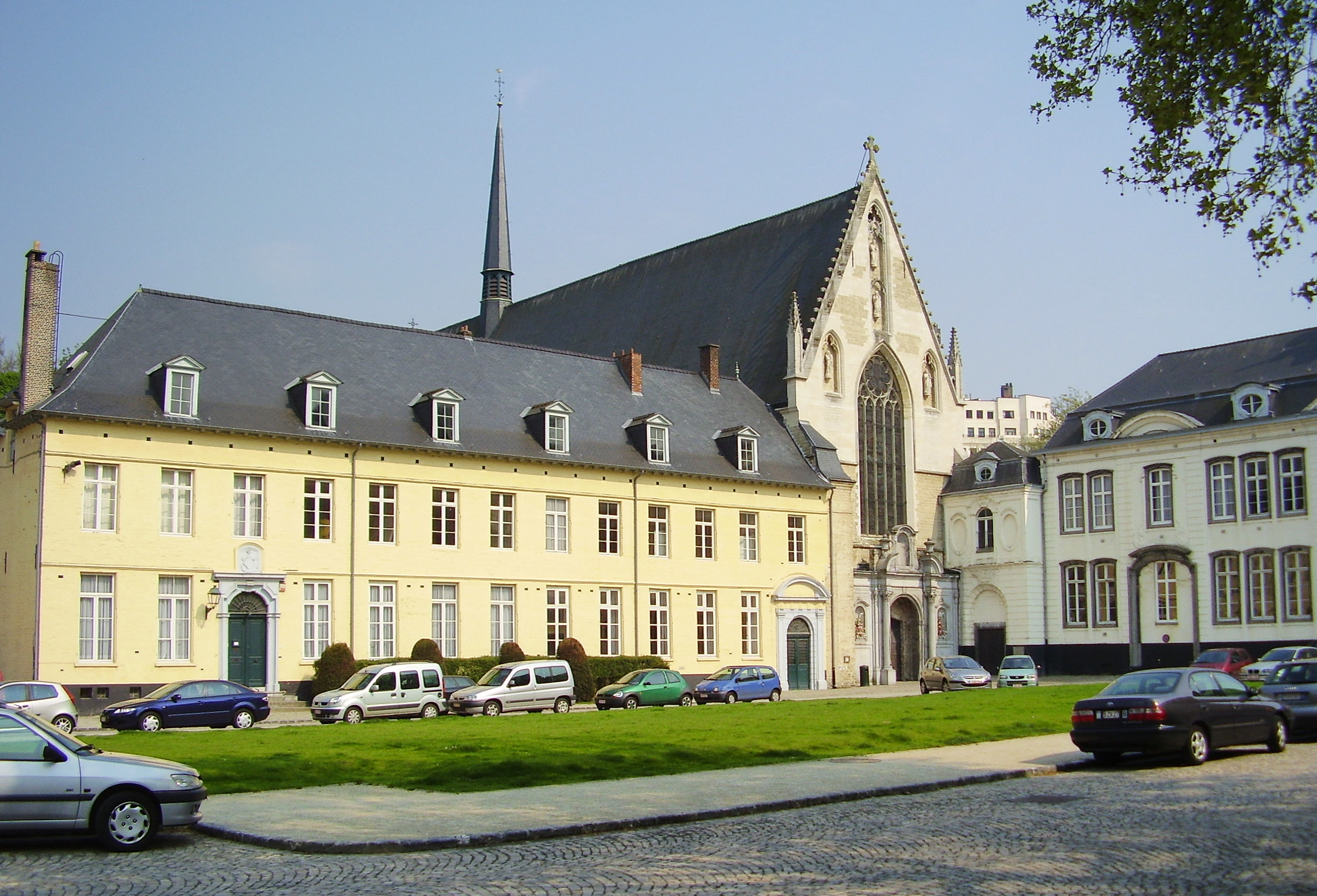
Pátio da Abadia de la Cambre

- O conjunto da Abadia de la Cambre com a sua igreja gótica, a sua afamada Escola Nacional Superior de Artes Visuais, Instituto Superior de Arquitectura e Instituto Geográfico Nacional e jardins;
- Os lagos de Ixelles e parque Tenbosch;
- A antiga Maison de la Radio, actualmente centro cultural Flagey, e o primeiro arranha-céus de Bruxelas, Résidence de la Cambre, dois notáveis edifícios em estilo Art déco;
- Numerosos edifícios art nouveau, entre os quais muitos do arquitecto Victor Horta;
- O museu Constantin Meunier, na casa onde morou o artista, e outros museus de arte;
- A igreja escocesa St Andrew's Church e outras igrejas;
- O cemitério de Ixelles, um dos mais importantes do país, onde estão as sepulturas de muitas personagens célebres da Bélgica;
- A praça Fernand Cocq;
- O bairro da Petite Suisse;
- A Universidade Livre de Bruxelas.[1]

A presença dos campi da Université libre de Bruxelles (ULB), francófona, e da Vrije Universiteit Brussel (VUB), de língua neerlandesa, tornam o bairro do Cemitério de Ixelles num dos mais frequentados pelos estudantes.

## Pessoas célebres

### Nasceram em Ixelles
- São Bonifácio de Bruxelas (1181-1260), nascido provavelmente em Ixelles, foi bispo de Lausanne e terminou a sua vida na Abadia de la Cambre. É o patrono da paróquia de Saint-Boniface e do Instituto Saint-Boniface-Parnasse.
- Camille Lemonnier (1844-1913), escritor particularmente fecundo.
- Paul Saintenoy (1862-1952), arquitecto, professor, historiador de arquitectura e escritor.
- Paul Hymans (1865-1941), advogado, professor e político, foi o primeiro presidente da Sociedade das Nações, em 1920.[1]
- Émile Vandervelde (1866-1938), homem político.
- Jacques Feyder, (1885-1948), cineasta, um dos fundadores do realismo poético no cinema francês.
- Michel de Ghelderode (1898-1962), dramaturgo de vanguarda.[1].
- Rachel Baes (1912-1983),  pintora surrealisea, nasceu em Ixelles.
- Julio Cortázar (1914-1984), escritor argentino.
- Agnès Varda (n.1928), fotógrafa e cineasta francesa.
- Audrey Hepburn (1929-1993), actriz, modelo e humanitária anglo-holandesa, actriz principal no filme My Fair Lady.
- Michel Regnier (1931-1999), conhecido pelo pseudónimo Greg, autor de BD, desenhador e argumentista, foi chefe de redacção da revista Tintin.[1]
- Anne Duguël (n.1945), escritora com o pseudónimo de Gudule.
- Marc Dutroux (n.1956), pedófilo e assassino, condenado a prisão perpétua.
- Jaco Van Dormael (n.1957), cineasta, realizador de Toto le héros.

### Moraram em Ixelles
- Charles-Auguste de Bériot (1802-1870), compositor e violinista, mandou construir para a sua amante, La Malibran, um palacete que se tornou depois na maison communale (equivalente a câmara municipal ou prefeitura).
- Antoine Wiertz (1806-1865), pintor e esculor, morreu no seu atelier em Ixelles, depois convertido em museu dedicado à sua obra.
- Maria Malibran (1808-1836), cantora lírica, morou em Ixelles com o seu amante, o compositor Charles-Auguste de Bériot.
- Pierre-Joseph Proudhon (1809-1865), anarquista francês, morou em Ixeles quando esteve exilado.
- Karl Marx (1818-1883), intelectual alemão, filósofo socialista, economista, considerado um dos fundadores da Sociologia, morou dois anos em Ixeles com a sua família.
- Constantin Meunier (1831-1905), pintor e escultor realista, a sua casa em Ixelles, onde morreu, é actualmente um museu dedicado à sua obra.
- Jean-Baptiste Moens (1833-1908), livreiro, editor e filatelista, considerado como o primeiro comerciante filatélico, viveu em Ixelles, onde foi conselheiro comunal.
- Georges Boulanger (1837-1891), general francês, está enterrado no cemitério de Ixelles, onde se suicidou junto à campa da sua amante.
- Ernest Solvay (1838-1922), químico, indústrial e filantropo, estabeleceu-se em Ixelles, onde morreu.
- Auguste Rodin (1840-1917), escultor francês, autor de “O Pensador”.
- Giacomo Puccini (1858-1924), compositor italiano, morou no n°.1 da Avenue de la Couronne, onde morreu; encontra-se uma placa comemorativa na fachada do edifício.
- August de Boeck (1865-1937), compositor e organista flamengo, morou em Ixelles de 1894 a 1920.
- Lenin (1870-1924), revolucionário russo, dirigente comunista e primeiro presidente Soviético, morou alguns meses em Ixelles.
- Henri Michaux (1899-1984), poeta, escritor e pintor, passou a infância na rua Defacq, em Ixelles.
- Léon-Joseph Suenens (1904-1996), Cardeal da Igreja Católica.[1]
- Stanislas-André Steeman (1908-1970), autor de romances policiais.
- Monique Serf (1930-1997), cantora francesa conhecida por Barbara, casou em Ixelles.
- Stéphane Steeman (n.1933), filho de Stanislas-André Steeman, humorista e animador de rádio e televisão, reputado especialista e coleccionador da obra de Hergé.[1]
- Amélie Nothomb (n.1967), escritora belga, nascida no Japão, estudou na ULB e morou em Ixelles.

## Cultura
- Musée Communal des Beaux-Arts d'Ixelles
- Musée Constantin Meunier
- Le Flagey
- Théâtre Varia
- L'L
- La Soupape
- Le Marni
- Théâtre de la Toison d'Or
- Petit Théâtre Mercelis
- Théâtre du Grand Midi